# Municipio de Rayón (Estado de México)
El Municipio de Rayón es un municipio del Estado de México, cuyo nombre fue tomado en honor a uno de los héroes de la Independencia de México, Ignacio López Rayón, quien en 1812, cuando se posesionó de Tenango del Valle, el municipio de Rayón dio su participación más importante a la causa libertaria, apoyando al héroe con una avanzada ubicada al poniente del asiento actual del municipio, y que por momentos detuvo los embates realistas; de esta singular alianza se toma el nombre del municipio al erigirse como tal en 1874.
El nombre prehispánico que más trasciende es el de Cuauhtenco, en Náhuatl se compone de cuauhtli, "árbol", de tentli, "boca, labio, orilla, borde" y de co, posposición locativa, significando “Lugar a la Orilla del Bosque”.

## Localización y extensión

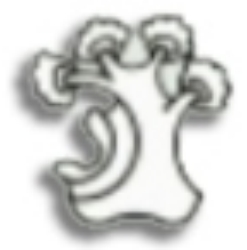
Topónimo de Cuauhtenco

Rayón se localiza a los 19º 09’ 92” latitud norte y a los 99° 34’ 42” longitud oeste, situado al sureste del Valle de Toluca, donde se inician las laderas del Xinantécatl, a una altitud de 2600 m s. n. m.
El municipio ocupa una extensión de 20.60 km²; limita al norte con el municipio de San Antonio la Isla, al sur con Tenango del Valle, al este con Texcalyacac y Almoloya del Río y al oeste con Calimaya.
El municipio de Rayón forma parte de la Zona Metropolitana del Valle de Toluca (ZMVT) la quinta metrópoli más grande y poblada de México después de la Ciudad de México, Guadalajara, Monterrey y Puebla. Forma parte también del corredor turístico artesanal de Tenancingo de Degollado, Tenango del Valle y San Antonio la Isla.

## Geografía

### Orografía
El municipio de Rayón, se encuentra ubicado al suroeste de la Ciudad de Toluca. Su topografía se constituye con una meseta de pendiente muy suave y poca o nula obstrucción y en todo lo largo del municipio únicamente se distingue una pequeña loma llamada “La pirámide” y “Los cerritos”. El municipio se ubica en la meseta más elevada del país pues ésta tiene una altitud entre 2550 y 2710 metros sobre el nivel del mar. Rayón se ubica a 2590 metros sobre el nivel del mar.

### Hidrografía
En el municipio existen pequeños arroyos intermitentes que presentan corriente sólo en épocas de lluvia, que corren desde las laderas del Xinantécatl ya desembocan en lo que antes fuera la laguna de Chinahuapan. Dos son las corrientes que sobresalen: el Río Santiaguito y el Río Sanabria.
Cabe hacer mención, que estos dos ríos son producto de la lluvia, por lo que en el temporal de lluvias solo existen, en el tiempo restante no hay agua, por lo tanto no es agua potable, ya que con la fuerza de la lluvia, arrastra animales muertos, basura, piedras y árboles.

### Clima
El clima del municipio de Rayón se registra un Clima templado subhúmedo, cuyas características son las siguientes: abundancia de lluvias en Verano, una precipitación media anual mayor de 800 mm, una temperatura media anual de 4 a 12 °C. Durante el mes de julio se tiene la mayor incidencia de lluvias, con rango de 200 a 210 mm y en febrero se encuentra el menor rango, con 10 mm; ene. Periodo de invierno se tiene un porcentaje de lluvias menor a 5 %. Por lo que respecta a la temperatura, la máxima se alcanza en abril y mayo, con valor de 12 y 13 °C mientras los meses más fríos son enero y diciembre, con temperatura de 8 a 9 °C en promedio. La clasificación técnica que corresponde a su clima es templado subhúmedo con lluvias en verano C (w2) (w).

### Flora
En Rayón el entorno natural ha dado paso al creado por el hombre y casi en todo el territorio municipal se aprecia un paisaje de cultivos, sin embargo, existen de manera aislada, sauces llorones, pinos, eucaliptos, álamos, ciruelos, capulines, chabacanos y nogales que completan el mencionado paisaje.

### Fauna
En cuanto a la fauna es difícil observar ejemplares silvestres, sin embargo es posible localizar zopilotes, ranas zorrillos, tejones, tlacuaches, culebras y golondrinas.

### Recursos naturales
La agricultura, ya que se utiliza generalmente para esta actividad produciendo gramíneas y hortalizas y en menor proporción se da uso pecuario.
Características y uso de suelo: los suelos son dos básicamente feozem e histosol, de este último se compone el 60% del territorio y existe en la zona aledaña al Río Lerma y en las zonas sujetas a inundación; son suelos que provienen de la acumulación de materia orgánica, como restos de plantas y animales que han permanecido como desecho durante largo tiempo y es excelente para la agricultura, ya que se utiliza generalmente para esta actividad produciendo gramíneas y hortalizas y en menor proporción se da uso pecuario. En cuanto al phaeozem, comprende el 40% del municipio, posee una capa oscura y suave, rica en materia orgánica y nutrientes y es de gran calidad para la agricultura.

## Población
De acuerdo al Censo General de Población y Vivienda 2020, del Instituto Nacional de Estadística Geografía e Informática (INEGI), el municipio tiene una población de 15,972 habitantes, de los cuales 7,749 son hombres y 8,223 son mujeres.
El municipio se encuentra integrado por: Las colonias denominadas: Centro, San José, San Isidro, La Joya, Santa Isabel, Emiliano Zapata. Una delegación denominada San Juan la Isla; Una Exhacienda: Santiaguito; Y nueve ranchos: La Asunción, Los Cerritos, El Corralito, La Gloria, Mi Querencia, La Purísima, Sanabria, San Diego y Santa Anita.

Principales localidades en el municipio de Rayón

| Evolución demográfica del municipio de Rayón |        |        |        |
| 2000                                         | 2010   | 2015   | 2020   |
| 9,024                                        | 12,748 | 13,261 | 15,972 |

| Localidad                 | Población |
| Total Municipio           | 15,972    |
| Santa María Rayón         | 9,540     |
| San Juan la Isla          | 2,866     |
| Exhacienda Santiaguito    | 2,837     |
| Paraje Rancho Sanabria    | 512       |
| Casa Blanca               | 100       |
| Ejido Santa María Jajalpa | 89        |
| Rancho Santa Anita        | 15        |
| Rancho Sanabria           | 10        |
| Rancho los Cerritos       | 3         |

## Fiestas y tradiciones

### Fiestas
Dentro de las principales Fiestas que se celebran en este municipio se encuentran:

#### Fiesta deSan José

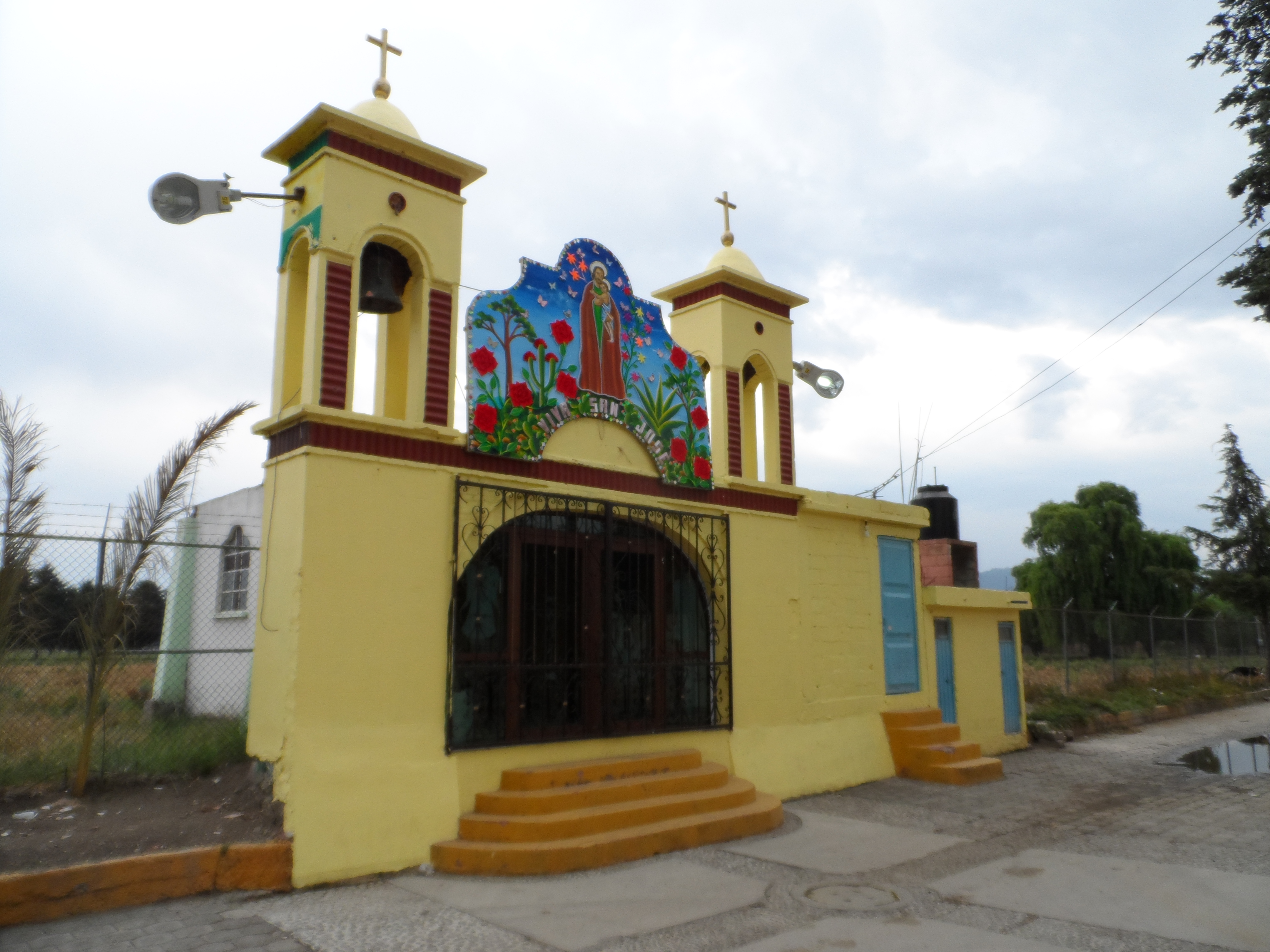
Capilla de San José.

Esta festividad se celebra en honor a San José, padre de Jesús, y se lleva a cabo en la capilla de San José Ubicada en las Calles de Paseo la Asunción y Cuauhtémoc y tiene lugar el día 19 de marzo, el domingo anterior a la fecha de esta festividad se realiza un paseo en el que los vecinos de la localidad arreglan carros que presentan diferentes temas ya sean religiosos o de personajes que se encuentran de moda. Nueve días antes se lleva a cabo un novenario en el que se rezan rosarios y además se lleva a cabo una semana cultural en la que se presentan diferentes números artísticos como bailables, interpretaciones musicales, callejoneada, etc. El día de la festividad por la mañana se lleva a San José por las principales calles del pueblo acompañado por los santitos del las otras capillas del poblado así como los vecinos de la localidad, después se lleva a cabo la quema de un castillo de juegos pirotécnicos que contienen algunos juguetes y animales como palomas y conejos que se liberan al irse quemando el castillo. A mediodía tiene lugar una misa en honor a San José, ya por la noche se quema otro castillo y se realiza un baile popular, también se pueden encontrar puestos de antojitos y juegos mecánicos.

#### Fiesta deSan Isidro Labrador

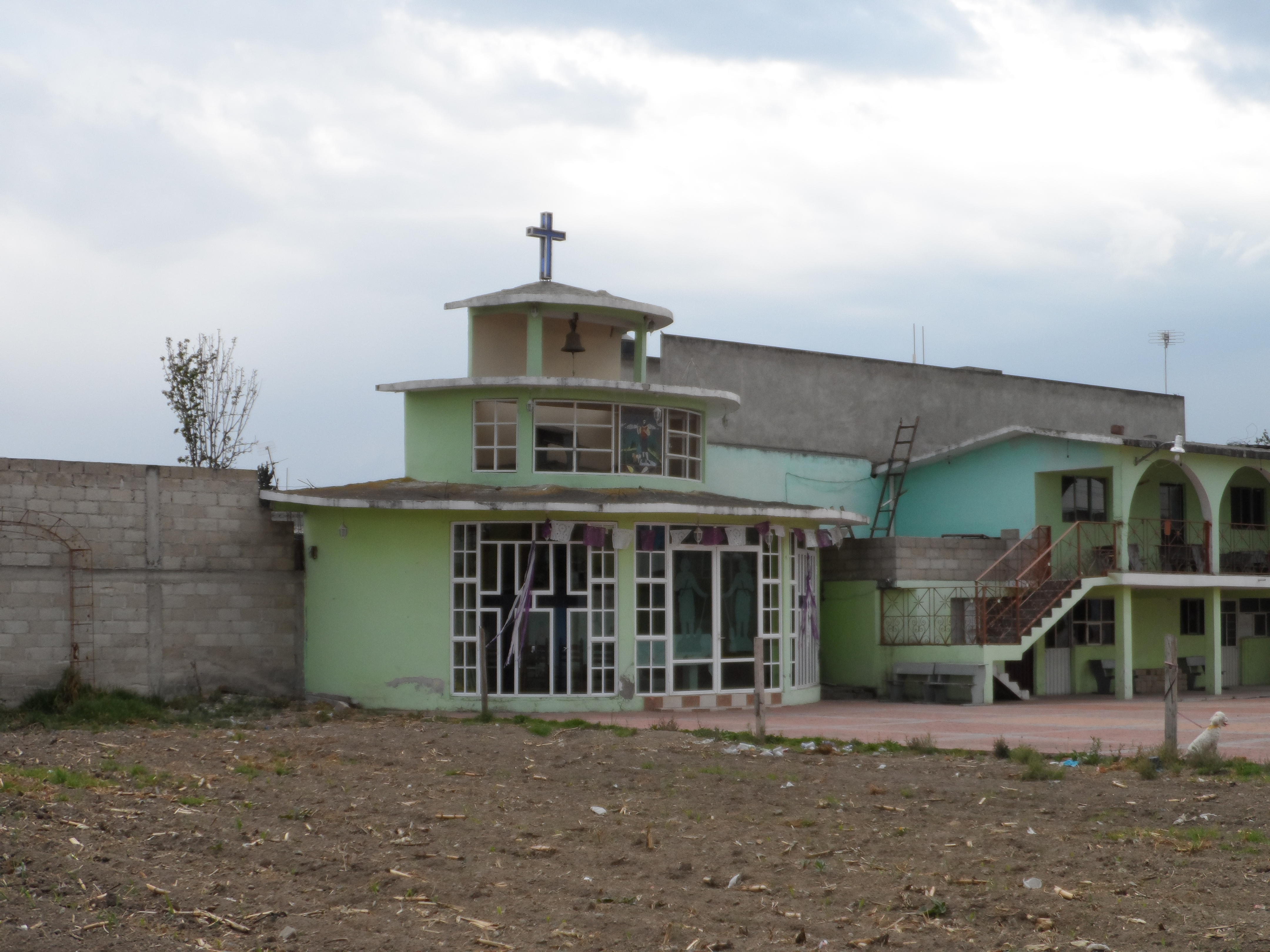
Capilla de San Isidro

Esta festividad se celebra en honor a San Isidro Labrador, y se lleva a cabo en la capilla de San Isidro Ubicada en las Calles Industria esquina con Juárez y tiene lugar el día 15 de mayo, el domingo anterior a esta fecha se realiza un paseo en la que los vecinos de la localidad arreglan carros que presentan diferentes temas ya sean Religiosos o de personajes que se encuentran de moda. Nueve días antes se lleva a cabo un novenario en el que se rezan rosarios y además se lleva a cabo una semana cultural en la que se presentan diferentes números artísticos como bailables, interpretaciones musicales, callejoneada, etc. El día de la festividad por la mañana se lleva por las principales calles del pueblo a San Isidro acompañado por los santitos del las otras capillas del poblado así como los vecinos de la localidad, después de un paseo en el que se presentan carretas adornadas con papel y demás adornos, se lleva a cabo una misa a la que asiste la mayoría de los vecinos del pueblo y algunos de los poblados cercanos, después de que concluye la misa se reparten antojitos, comida, licor, pulque entre otras cosas que son aportadas por los mismos vecinos del pueblo con ayuda de los niños que se visten con trajes de manta que representan a los llamados guarines y otros vestidos con pantalón de mezclilla y camisa a cuadros que representan a los llamados Patrones; ya por lo noche se lleva a cabo la quema del castillo y la Quema de toritos (juegos pirotécnicos) acompañados por una banda de viento, también se hace un baile popular al que asiste mucha gente, también se pueden encontrar puestos de antojitos y juegos mecánicos.

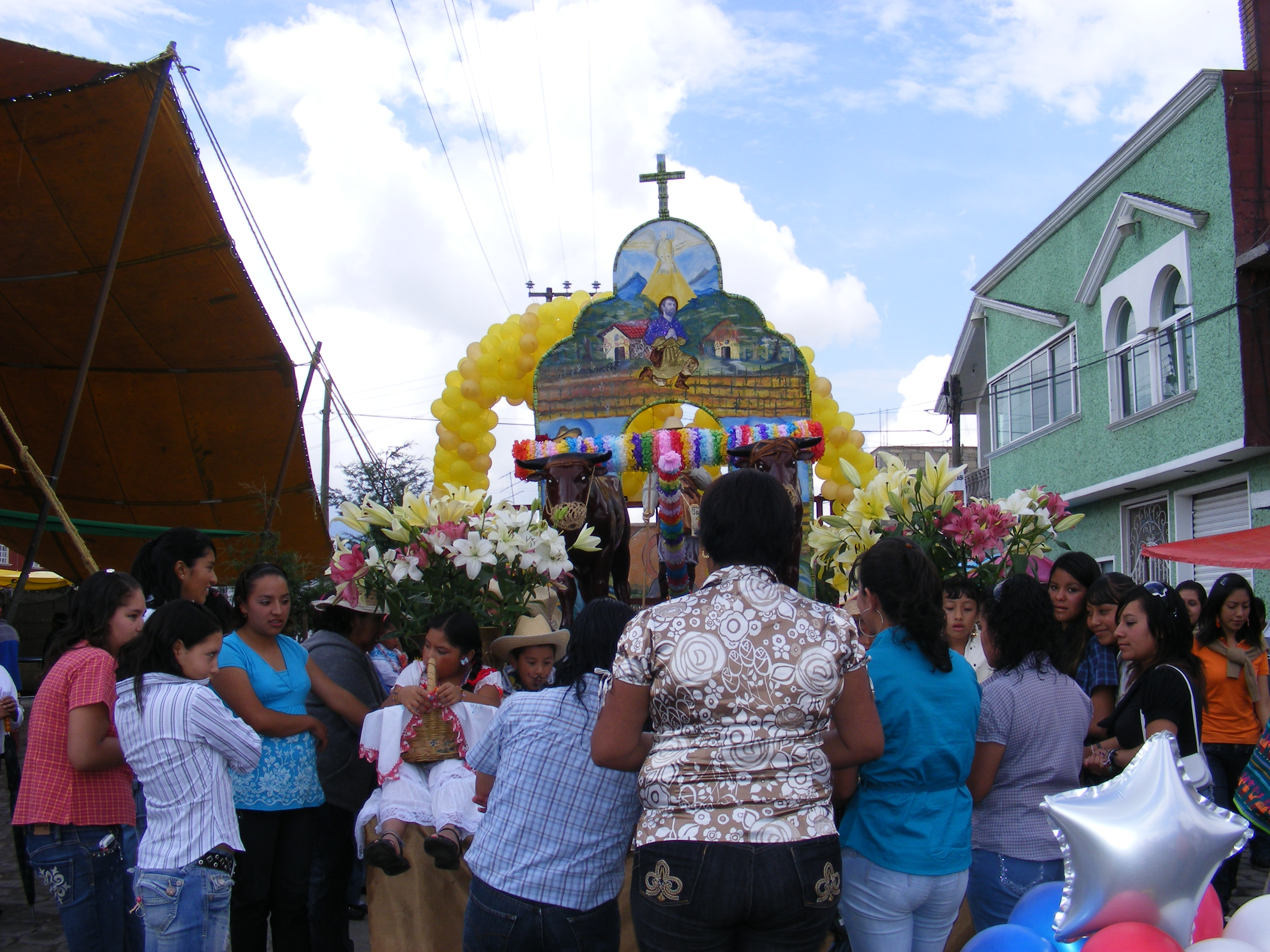
Fiesta de San Isidro

#### Fiesta de laAsunción

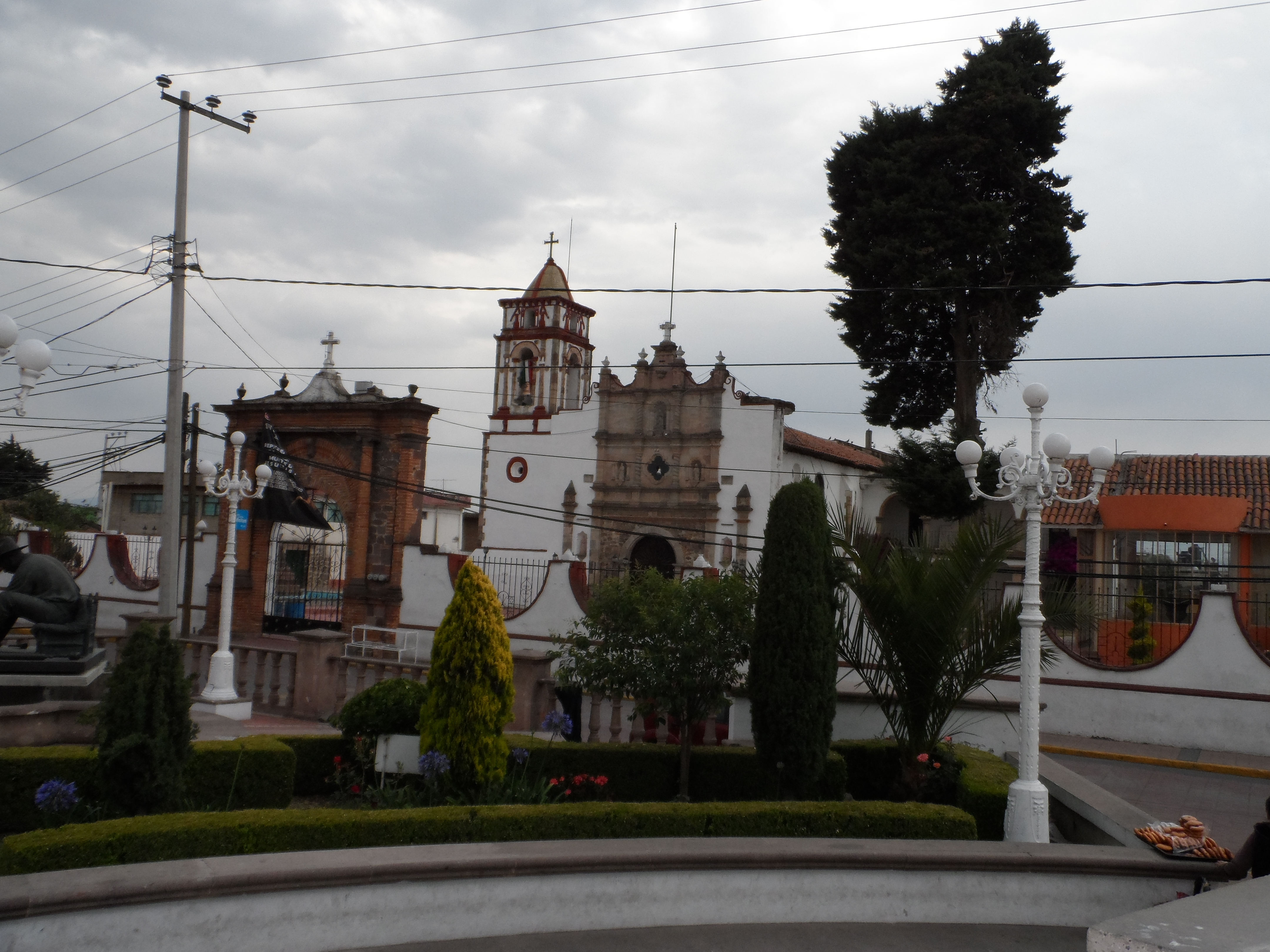
Parroquia de Rayón.

Esta festividad se celebra en honor a la Asunción de la Virgen María al Cielo, y se lleva a cabo en la Parroquia del pueblo ubicada en las Calles Ignacio López Rayón y Alberto García y tiene lugar el día 15 de agosto, el domingo anterior a la fecha de esta festividad se realiza un paseo en el que los vecinos de la localidad arreglan carros que presentan diferentes temas ya sean Religiosos o de personajes que se encuentran de moda. Nueve días antes se llevan a cabo misas en honor a la Patrona del pueblo y además se lleva a cabo una semana cultural en la que se presentan diferentes números artísticos como bailables, interpretaciones musicales, callejoneada, etc. El día de la festividad por la mañana se lleva a la Virgen por las principales calles del pueblo acompañado por los santitos del. las otras capillas del poblado así como los vecinos de la localidad. A mediodía tiene lugar una misa en honor a la Virgen María. Durante todo el día toca una banda en la parroquia para alegrar la fiesta, ya por la noche se quema un castillo, toritos y se realiza un baile popular, también se pueden encontrar puestos de antojitos y juegos mecánicos.

#### Fiesta de laConcepción de La Virgen María
Esta festividad se celebra en honor a la Concepción de la Virgen María, y se lleva a cabo en la Parroquia del pueblo ubicada en las calles Ignacio López Rayón y Alberto García y tiene lugar el día 8 de diciembre, el domingo anterior a la fecha de esta festividad se realiza un paseo en el que los vecinos de la localidad arreglan carros que presentan diferentes temas ya sean religiosos o de personajes que se encuentran de moda. Nueve días antes se llevan a cabo misas en honor a la patrona del pueblo y además se lleva a cabo una semana cultural en la que se presentan diferentes números artísticos como bailables, interpretaciones musicales, callejoneada, etc. El día de la festividad por la mañana se lleva a la virgen por las principales calles del pueblo acompañado por los santitos del las otras capillas del poblado así como los vecinos de la localidad. A mediodía tiene lugar una misa en honor a la Virgen María. Durante todo el día toca una banda en la parroquia para alegrar la fiesta, ya por la noche se quema un castillo, toritos y se realiza un baile popular, también se pueden encontrar puestos de antojitos y juegos mecánicos.

#### Fiesta de laVirgen de Guadalupe

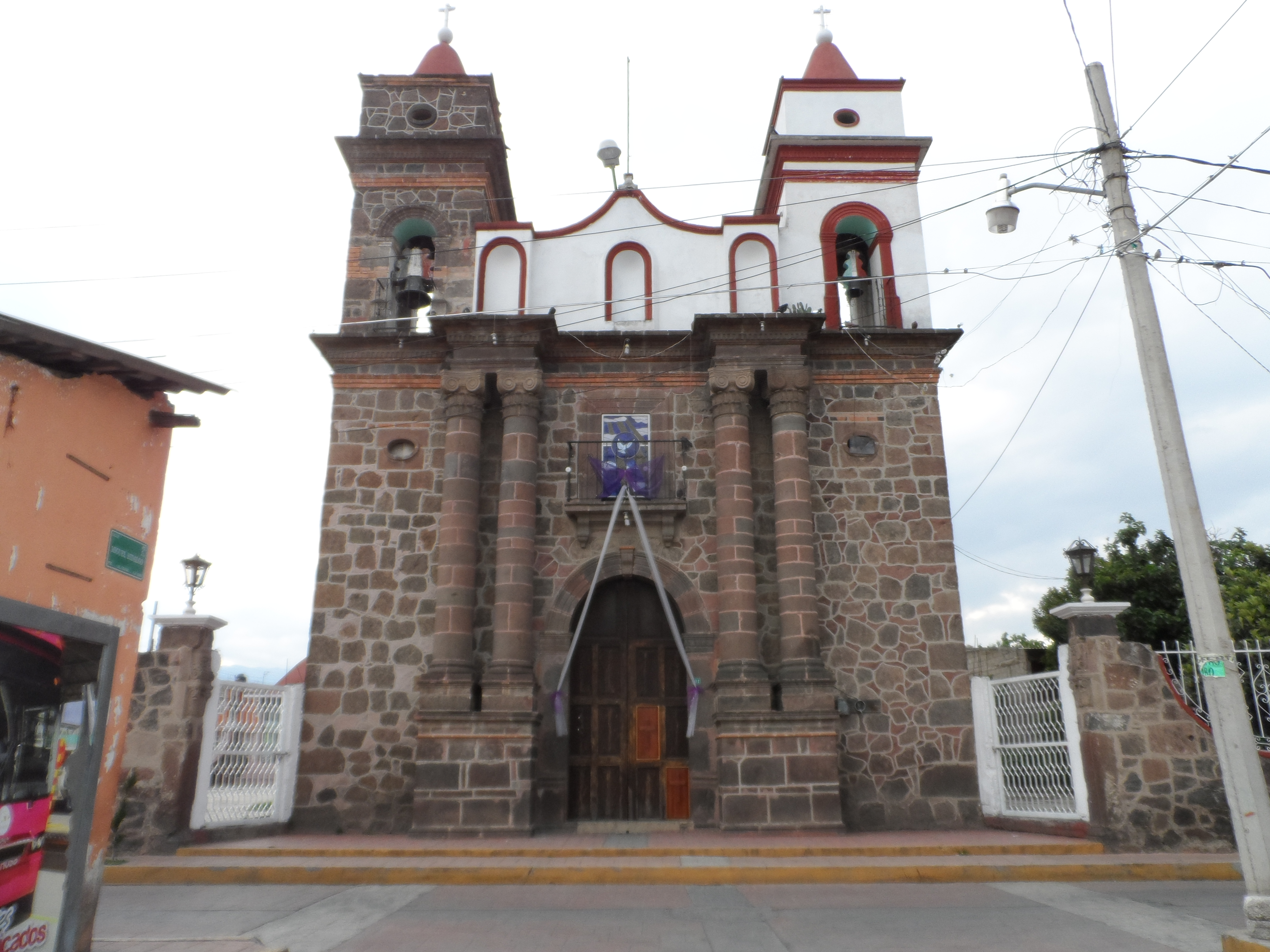
Capilla de Guadalupe.

Esta festividad se celebra en honor a la Virgen de Guadalupe, y se lleva a cabo en la capilla de Guadalupe ubicada en las calles Aldama e Hidalgo y tiene lugar el día 12 de diciembre, el domingo anterior a la fecha de esta festividad se realiza un paseo en el que los vecinos de la localidad arreglan carros que presentan diferentes temas ya sean religiosos o de personajes que se encuentran de moda. Nueve días antes se llevan a cabo rosarios en honor a la virgen de Guadalupe y además se lleva a cabo una semana cultural en la que se presentan diferentes números artísticos como bailables, interpretaciones musicales, callejoneada, etc. El día de la festividad por la mañana se lleva a la virgen por las principales calles del pueblo acompañado por los santitos del las otras capillas del poblado así como los vecinos de la localidad. A mediodía tiene lugar una misa en honor a la virgen María. Durante todo el día toca una banda en la capilla para alegrar la fiesta, ya por la noche se quema un castillo, toritos y se realiza un baile popular, también se pueden encontrar puestos de antojitos y juegos mecánicos.

### Tradiciones

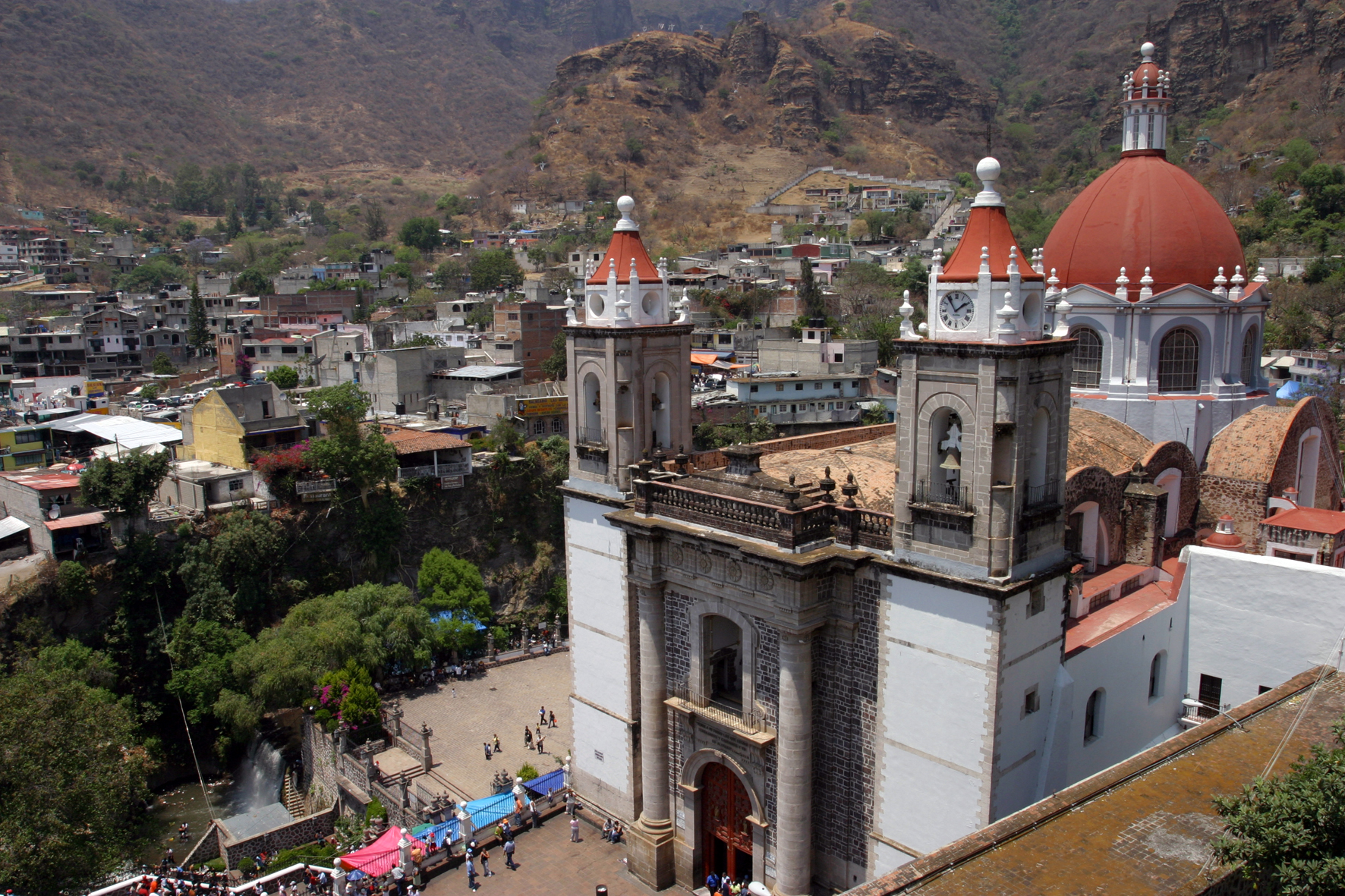
Santuario de Chalma.

La tradición más antigua del municipio es la  peregrinación a Chalma. La peregrinación sale del pueblo caminando el día 22 de abril  a las 5:00 , hace un recorrido que pasa primero por el pueblo vecino de Santiaguito Cuaxustenco, camina otro poco para llegar a Tenango del Valle, sube el cerro de Tenango para bajar al poblado de San Francisco Tepexoxuca, en este poblado voluntarios entregan a los peregrinos pan, café,  y se detienen las personas un rato en el centro, de ahí avanza a Joquicingo, se camina por un paraje denominado el Llano de doña Juana hasta San Pedro Totoltepec, toma el camino que los llevara al poblado de Ocuilan, en este poblado de detienen un poco a descansar en el puente de Ocuilan, del puente caminan un tramo de carretera y después entran a un camino llamado el Pedregal Grande al cual lleva al ahuehuete de Chalma un lugar muy conocido, avanzan otro tramo de carretera y entran en otro camino conocido como el pedregal chico, terminado este camino se llega a Chalma, las personas llegan a un lugar conocido como la Casa del Peregrino, este es un pequeño templo que los vecinos del pueblo de Rayón construyeron para albergar las personas para su llegada de la peregrinación; los peregrinos bajan hasta el atrio del Templo en donde se encuentra el Señor de Chalma para dar gracias de haber llegado hasta su recinto. El día 24 de abril por la noche en la Casa del Peregrino se celebra una velación en honor de las imágenes del pueblo que se llevan a Chalma. El día 25 de abril se celebra la entrada de las imágenes del pueblo al Templo del Señor de Chalma, para esto van varias danzas que se preparan tiempo antes para ir a ofrecer su baile en el atrio del templo, entre estas danzas se encuentran: los Lobitos, los Moros, la danza de la Pluma, las Pastoras y los viejitos, a los integrantes de cada danza se les da una caña adornada con banderas de plástico, se celebra una misa y al terminar la misa las danzas comienzan a bailar; por lo regular las personas visitan los diferentes balnearios que se pueden encontrar dentro de Chalma y algunos que se encuentra en Malinalco. El día 29 de abril se hace la peregrinación de regreso a Rayón siguiendo el mismo camino que de ida, en el puente de Ocuilan por la mañana se ofrece un desayuno para los peregrinos, aportado por los mismos pobladores de Rayón, ese mismo día llegan hasta San Francisco Tepexoxuca en donde se quedan toda la noche a descansar y se lleva a cabo un rosario a las imágenes. Por la mañana del día 30 se camina el cerro de Tenango, bajan a Tenango, caminan a Santiaguito Cuaxustenco y ese mismo día llegan a Rayón, por la noche se les hace una velación a las imágenes. El día 1 de mayo se realiza la entrada de las imágenes a la Parroquia la cual se hace igual a la que se hizo en el templo de Chalma, y así concluye la peregrinación al santuario del Señor de Chalma.

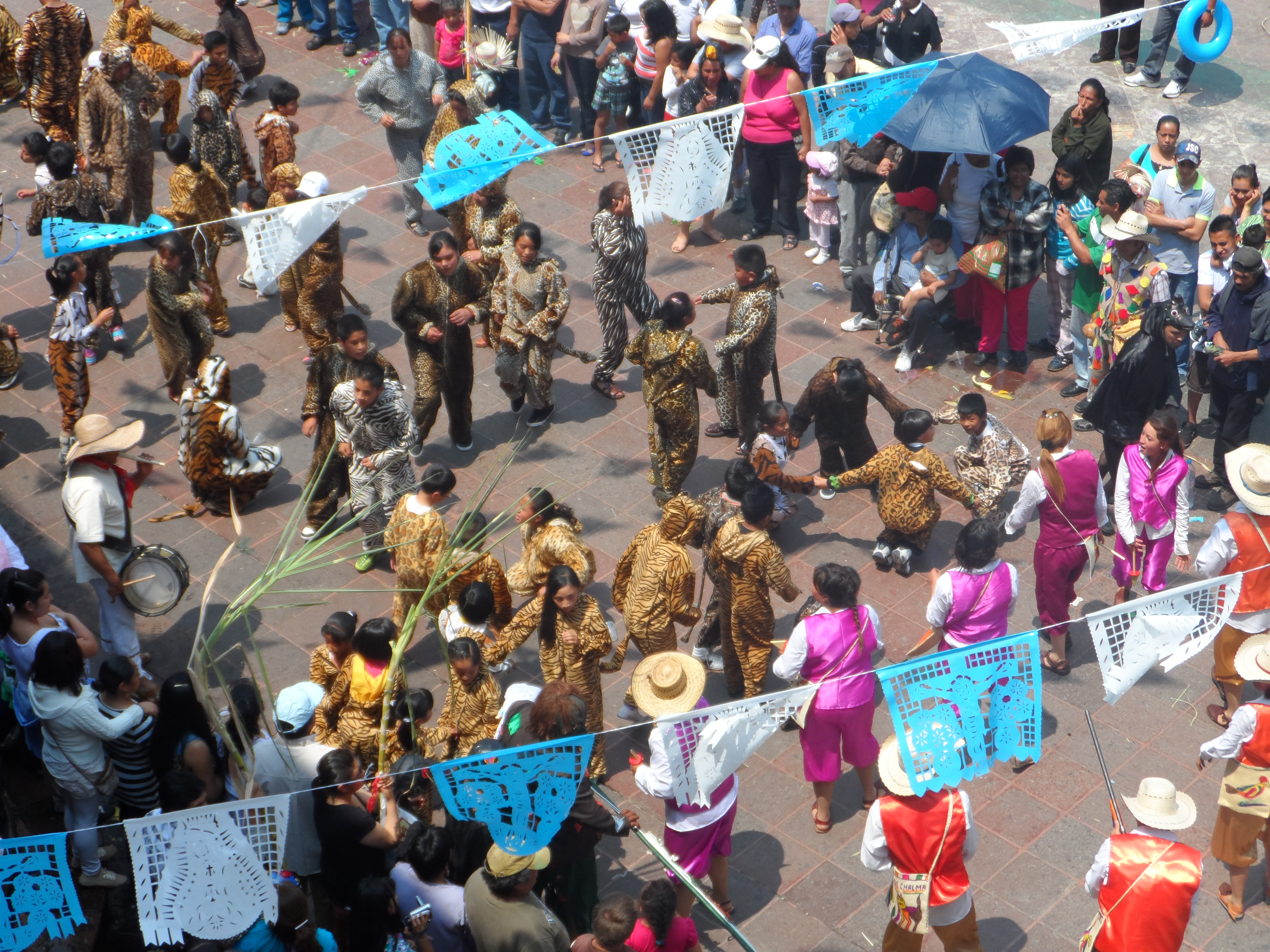
Danza de los lobos.

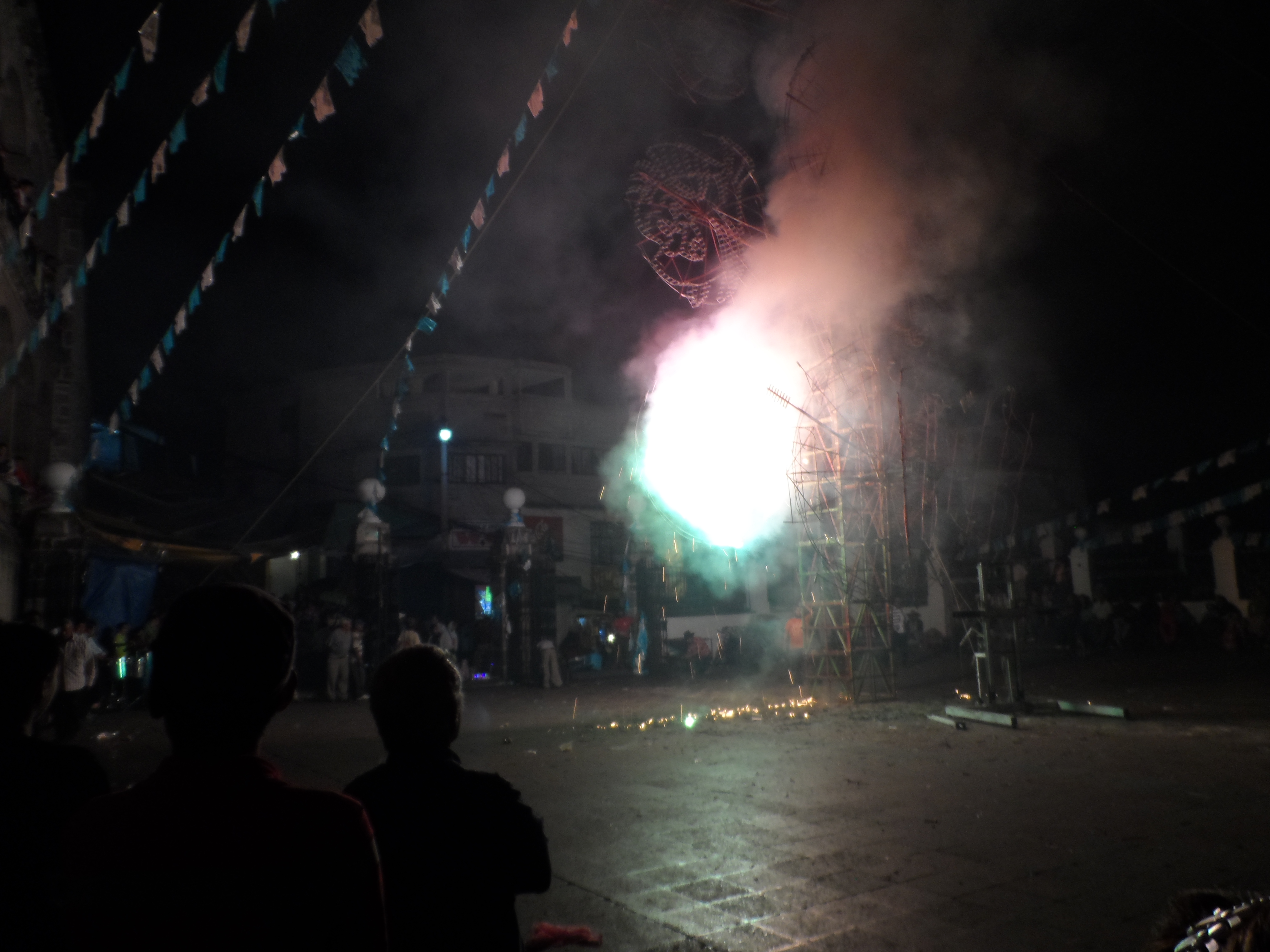
Castillo en Chalma.

## Relaciones Internacionales

### Hermanamientos
- Tlalpujahua, México (2013)[5]
- Oaxaca, México (2014)[6]
- Huichapan, México (2014)[7]
- Tianguistenco, México (2015)[8]
- Zitácuaro, México (2016)[9]
- Chignahuapan, México (2022)[10]
- Zinacantepec Mexico (2024)[11]